# Arthur Klaproth
Felix Wilhelm Arthur Klaproth  (* 29. September 1885 in Leipzig; † 6. April 1945 in Berlin) war ein deutscher Schauspieler und Regisseur.

## Leben und Wirken
Er war der Sohn des Kaufmanns Louis Theodor Klaproth. Nach dem Schulabschluss schlug er eine Schauspielausbildung ein und begann 1907 seine Karriere als Operettenkomiker in Breslau. 1911 ging er nach Nürnberg und in der folgenden Saison nach Magdeburg. 1917 wechselte Klaproth nach Hamburg, wo er auch als Regisseur tätig wurde. 1918 ging er in die sächsische Landeshauptstadt Dresden, 1922 wieder zurück nach Nürnberg und 1924 nach Elberfeld. Ab 1926 war er am Neuen Operettentheater in Leipzig tätig und später am Metropoltheater in Berlin. Dort starb er durch Kriegseinwirkungen im April 1945.